# 石巻市立蛇田中学校
石巻市立蛇田中学校（いしのまきしりつへびたちゅうがっこう）は、宮城県石巻市茜平五丁目にある公立中学校。

## 沿革
- 1947年（昭和22年）4月1日 - 蛇田村立蛇田中学校として創立[1]。
- 1955年（昭和30年）1月1日  - 蛇田村が石巻市に合併して石巻市立蛇田中学校に改称。
- 1966年（昭和41年）1月7日 - 完全給食開始。
- 1975年（昭和50年）3月24日  - 現在地に移転。
- 1978年（昭和53年）6月12日 - 宮城県沖地震(マグニチュード7.5)が発生。
- 1980年（昭和55年） - プール建設。
- 1990年（平成2年）4月1日 - 石巻市立青葉中学校が分離開校。
- 2020年（令和2年）3月2日 -新型コロナウイルス感染症の世界的流行をうけて3月24日まで臨時休校措置をとる。

## 概要
2003年7月2日現在、学級数17、生徒数522名、職員数33名。

また、1996年より、蛇田中学校学校だよりを「さんご樹」というタイトルで発行している。

## 学区
学区は以下の通りである。
- 蛇田
- 向陽町1丁目・2丁目・3丁目・4丁目・5丁目
- 丸井戸1丁目・2丁目・3丁目
- 新境町1丁目・2丁目
- あけぼの1丁目・2丁目・3丁目
- 茜平1丁目・2丁目・3丁目・4丁目・5丁目
- わかば1丁目・2丁目・3丁目
- 恵み野1丁目・2丁目・3丁目・4丁目・5丁目・6丁目
- あけぼの北1丁目・2丁目
- のぞみ野1丁目・2丁目・3丁目・4丁目・5丁目
- あゆみ野1丁目・2丁目・3丁目・4丁目・5丁目

## 校歌
蛇田中学校の校歌についてはYouTube-蛇TUBE-【蛇中音楽】効果斉唱⭐︎1年生向けを参照。

## 部活動
2020年12月現在、蛇田中の部活動は以下の通りである。

### 体育系
- 野球部
- ソフトボール部
- サッカー部
- 男子ソフトテニス部
- 女子ソフトテニス部
- 陸上競技部
- 男子バスケットボール部
- 女子バスケットボール部
- 男子バレーボール部
- 女子バレーボール部
- 剣道部
- 男子卓球部
- 女子卓球部
- 柔道部

### 文化部
- 吹奏楽部
- 家庭部
- 美術部
- コンピューター部
- 科学部

## 委員会

### 専門委員会
蛇田中学校生徒会は目的を達成するために、以下の専門委員会を置き、その企画・運営に当たる。なお括弧はその役割・担当を示す。
- 学級委員会（学級間の連絡・調整、学年集会・行事の企画・運営、よりよい生活の意識付け）
- 保健委員会（全校生徒の健康管理）
- 放送委員会（校内放送全般）
- 美化防災委員会　(学校の安全と美化)
- 給食委員会（給食全般の世話）
- 図書委員会（図書管理）
- JRC委員会（募金など福祉に関する活動）
- 生活向上委員会 (校則の改正や生活の見直し)

### 実行委員会
同じく生徒会の目的遂行のため臨時に次の実行委員会を置き、その企画・運営に当たる。
- 運動会実行委員会（運動会の企画・運営）
- 文化祭実行委員会（文化祭の企画・運営・合唱コンクールの企画・運営)
- 選挙管理委員会（蛇田中生徒会役員選挙及び立会演説会の企画・運営）

### 特設応援団
執行部会のもとに特設応援団を組織し、壮行式で応援活動を行う。